# Factoria d'IA
La factoria d'IA és un motor de presa de decisions centrat en la IA que utilitzen algunes empreses modernes. Optimitza les operacions diàries relegant les decisions a menor escala als algoritmes d'aprenentatge automàtic. La factoria s'estructura al voltant de 4 elements principals: la cadena de dades, el desenvolupament d'algoritmes, la plataforma d'experimentació i la infraestructura de programari. Per disseny, la factoria d'IA pot funcionar en un cercle virtuós: com més dades rep, millors es tornen els seus algoritmes, millorant el seu rendiment i atraient més usuaris, cosa que genera encara més dades.
Exemples d'empreses que utilitzen fàbriques d'IA inclouen: Uber (enviament digital i preus dinàmics), Google (optimització de l'experiència dels motors de cerca) o Netflix (recomanació de pel·lícules).
Les fàbriques d'IA representen inversions en computació a gran escala destinades a la formació i la inferència d'alt volum i rendiment, aprofitant maquinari especialitzat com ara GPU i solucions d'emmagatzematge avançades per processar grans conjunts de dades sense problemes. El balanceig de càrrega i l'optimització de xarxa redueixen els colls d'ampolla, permetent l'escalabilitat en temps real i el refinament continu dels models d'IA. Aquests sistemes integrats subratllen la industrialització del desenvolupament de la IA, garantint que les noves dades i els requisits en evolució es puguin incorporar ràpidament a les solucions implementades.

## Components

### Canalització de dades
El pipeline de dades fa referència als processos i les eines que s'utilitzen per recopilar, processar, transformar i analitzar dades. Això es fa recopilant, netejant, integrant, processant i protegint totes les dades. Està dissenyat amb un enfocament sostenible, sistemàtic i escalable per incloure el mínim treball manual possible per evitar qualsevol coll d'ampolla en el processament de dades.

### Desenvolupament d'algoritmes
Els algoritmes creen valor a partir de les dades preparades utilitzant-les per fer prediccions sobre el futur del negoci, així com la situació actual a la qual s'enfronta. En conseqüència, els algoritmes són una operació crítica, ja que la precisió de les prediccions és vital per aconseguir l'èxit futur d'una empresa digital.

### Plataforma d'experimentació
La gran quantitat de prediccions que els models d'IA utilitzen a les fàbriques d'IA requereixen una validació acurada mitjançant un nou tipus de plataforma d'experimentació que pugui gestionar l'augment de la capacitat necessària. A més, el component fonamental de la plataforma d'experimentació rau en la prova de les hipòtesis establertes mitjançant l'ús de proves A/B per dur a terme canvis que poden tenir el risc de ser significatius per a les operacions comercials.

### Infraestructura de programari
El pipeline de dades, el desenvolupament d'algoritmes i la plataforma d'experimentació requereixen una infraestructura de programari suficient. Per exemple, la connectivitat a través d'API construïdes, l'organització d'estructures de dades modulars, així com la recopilació segura de dades, permetran una estructura de dades segura i escalable.

## Casos d'ús
Les fàbriques d'IA són components clau de plataformes com Uber i Netflix, i refinen les experiències dels usuaris mitjançant l'anàlisi de dades. A Uber, els algoritmes d'IA processen dades en temps real per optimitzar l'eficiència del transport, tenint en compte factors com les preferències individuals i les condicions del trànsit. Això fa que els viatges siguin més suaus i que els temps d'espera siguin més reduïts. De la mateixa manera, Netflix utilitza dades d'usuaris per personalitzar les recomanacions de contingut i els dissenys d'interfície, millorant la participació dels usuaris. A través d'informació basada en dades, ambdues plataformes milloren contínuament els seus serveis per satisfer les demandes dels usuaris de manera eficaç.